# Mark Field
Mark Field, né le 6 octobre 1964 à Hanovre, est un homme politique britannique. 
Il est député au Parlement de 2001 à 2019 pour la circonscription des Cities de Londres et Westminster, il est aussi vice-président du Parti conservateur.
Récipiendaire de la freedom de la Cité de Londres, il est depuis 2015 conseiller privé.
Accusé d'avoir agressé une militante de Greenpeace lors d'un gala le 21 juin 2019, il est suspendu de ses fonctions au sein du ministère des Affaires étrangères.
Il émarge en tant que conseiller auprès des îles Caïmans.